# يحيى السويقي
يحيى بن عبد الله بن موسى بن عبد الله بن الحسن بن الحسن بن علي بن أبي طالب الهاشمي القرشي، ويعرف بالسويقي لسكناه سويقة المدينة.

## نسبه وعائلته
فنسبه هو يحيى السويقي بن عبد الله الشيخ الصالح بن موسى الجون بن عبد الله الكامل بن الحسن المثنى بن الحسن بن علي بن أبي طالب بن عبد المطلب بن هاشم بن عبد مناف بن قصي بن كلاب بن مرة بن كعب بن لؤي بن غالب بن فهر بن مالك بن قريش بن كنانة بن خزيمة بن مدركة بن إلياس بن مضر بن نزار بن معد بن عدنان.
تزوج ابنة عمه مريم بنت إبراهيم بن موسى الجون بن عبد الله الكامل الهاشمية القرشية، وأنجبت له:
1. محمد
2. إبراهيم

## عقب يحيى السويقي
- قال الفخر الرازي الشافعي في كتابه الشجرة المباركة في انساب الطالبية /ص6

وأما يحيى السويقي بن عبد الله بن موسى الجون، فله اثنان معقبان:
محمد أبو داود السويقي، وإبراهيم حنظلة النقيب باليمامة، أمهما مريم بنت إبراهيم بن موسى الجون.
أما محمد فله من الأبناء المعقبين عشر:
يوسف أبو محمد عروس الخيل، وأحمد أبو جعفر، وأبو الحسن علي، وإدريس الافطح، وعبد الله أبو محمد، وصالح، والعباس، وداود الشاعر أبو الحمد ويحيى الكلح يلقب (شيظم) والقاسم الأكبر وفيهم كثرة، وموضعهم تنيس ودمشق والبادية والمدينة وبغداد.
- قال القاضي إسماعيل المروزي الازوارقاني في كتابه الفخري في انساب الطالبيين (تحقيق مهدي رجائي، نشر مكتبة السيد المرعشي 1409هـق):

في ص 93 :
... واما يحيى الفقيه السويقي ابن عبد لله الرضا ابن موسى الجون، فأعقب من ولده رجلان:
محمد أبو داود السويقي. وإبراهيم أبو حنظله النقيب باليمامة، امهما مريم بنت إبراهيم بن موسى الجون....
وفي ص94 ، قال:
...اما محمد السويقي، فعقبه من تسعة رجال: يوسف عروس الخيل العقيقي...... والعباس الأسود ابن محمد السويقي بالحجاز، اعقب بها وببغداد
- قال السيد ابن عنبه جمال الدين أحمد بن علي الحسيني (ت 828هـ) في كتابه عمدة الطالب في انساب آل ابي طالب (مطبعة الديواني ـ بغداد/ نشر دار الأندلس للطباعة والنشر والتوزيع ـ النجف / تحقيق وتصحيح سيد محمد صادق بحر العلوم / ص118):

.. وأما يحيى بن عبد الله بن موسى الجون، ويلقب السويقي ويقال لولده السويقيون فأعقب من رجلين:
أبي حنظله إبراهيم (النقيب باليمامة)، وأبي داود محمد السويقي أما أبو داود محمد بن يحيى السويقي، فقال الشيخ تاج الدين أعقب من ثمانية رجال وقال أبو عبد الله بن طباطبا: أعقب من سبعه هم:
يحيى ويوسف الخيل والعباس وعبد الله وداود وعلي والقاسم (وزاد) النقيب تاج الدين أبا جعفر أحمد وفيهم كثرة، وموضعهم تنيس ودمشق والبادية والمدينة وبغداد. 
أما: العباس بن أبو داود محمد، فقال السيد ابن عنبه في عمدته ص119 :
ومن بني العباس بن محمد بن يحيى، يحيى بن العباس وهو فارس من فرسان بني الحسن (عليه السلام)...
- قال شيخ الشرف محمد بن أبي جعفر العبيدلي (ت435هـ)في كتابه تهذيب الأنساب ونهاية الأعقاب (طبع بتحقيق: محمد المحمودي، الناشر: مكتبة المرعشي، قم، 1413هـ):

..رأيت يحيى هذا طويلا اسود قوي القلب قتل في البطائح بنشابه رماه بها الاكراد ليلا وأولد بالعراق عدة اولاد منهم:
أبو الغنائم يحيى بن يحيى، له جعفر بن أبي الغنائم، ومحمد بن يحيى له يحيى بن محمد بن يحيى...
- قال السيد محمد بن أحمد بن عميد الدين الحسيني النجفي في كتابه بحر الانساب، ص177 (المشجر الكشاف لأصول السادة الاشراف للعلامة السيد محمد بن أحمد بن عميد الدين الحسيني النجفي النسابة وعلية تحقيقات السيد محمد مرتضى الحسيني الزبيدي شارح القاموس بخط يده نقل، من دار الكتب المصرية من نسخه وحيده مخطوطه بيد العلامة السيد محمد مرتضى الزبيدي المتوفي سنة 1205 هجـ):

..أبو الغنائم له عقب كثير العدد وهو فارس من فرسان بني الحسن قال شيخ الشرف.... 
ورسم ليحيى بن العباس، خمسة أبناء، وهم:
عبد الله، وجعفر، وأحمد، وأبو المكارم ومحمد، وقال ان لمحمد هذا ولد اسمه محمد أيضا، انقرض ولده (والقول لعميد الدين النسابة)
- قال السيد علي بن محمد بن علي العلوي ابن الصوفي العمري، في كتابه المجدي في أنساب الطالبيين ص 45. مطبوع:

... فأما يحيى بن عبد الله، فيعرف بالسويقي ومن ولده خلق كثير بالحجاز وغيرها.
فمن ولده يحيى بن العباس بن محمد بن يحيى السويقي بن عبد الله بن موسى ابن عبد الله بن الحسن بن الحسن بن علي بن أبي طالب عليهم السلام.
قال شيخي أبو الحسن شيخ الشرف:
رأيت يحيى هذا طويلا أسود قوي القلب قتل في البطائح بنشابة، وأولد بالعراق عدة أولاد، ومنهم أبو الحسين عبد الله الكوسج النسابة ابن يحيى النسابة ابن عبد الله بن محمد بن يحيى السويقي وكان أولد أولادا " يقال لهم " بنو الغلق " منهم رجل معتوه، ومنهم عروس الخيل ميمون فارس بني حسن ابن يوسف الخيل ابن محمد بن يحيى السويقي.
- قال أبو الحسن علي بن زيد بن محمد بن الحسين البيهقي المولود سنة (499 هـ) في كتابه لباب الأنساب والألقاب والأعقاب، باب (نقيب تفليس):

...والعقب من عبد الله بن موسى بن عبد الله بن الحسن بن الحسن رضي الله عنه خمسة: 
سليمان وموسى وصالح ويحيى السويقي وأحمد الأحمدي.
وأم يحيى حليدة بنت صباب
والعقب من يحيى السويقي ابن عبد الله بن موسى بن عبد الله الديباج رجلان:
أبو حنظلة إبراهيم ومحمد أمهما مريم بنت إبراهيم بن موسى بن عبد الله بن الحسن.
والعقب من محمد بن يحيى السويقي تسعة:
عبد الله وعلي ويوسف الخيل ويحيى وداود والقاسم وإسماعيل وإدريس الأقطع والعباس.

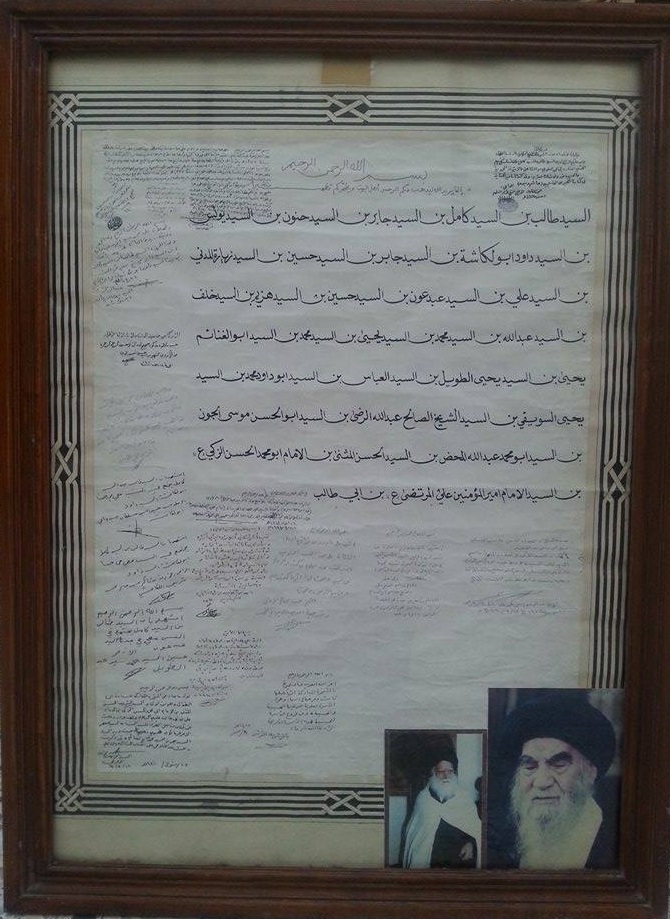
وثيقة نسب السادة البولكاشة